# Транспорт в Литве
Транспортная система Литвы сохранила значительную часть элементов советской транспортной системы.

## Железнодорожный транспорт

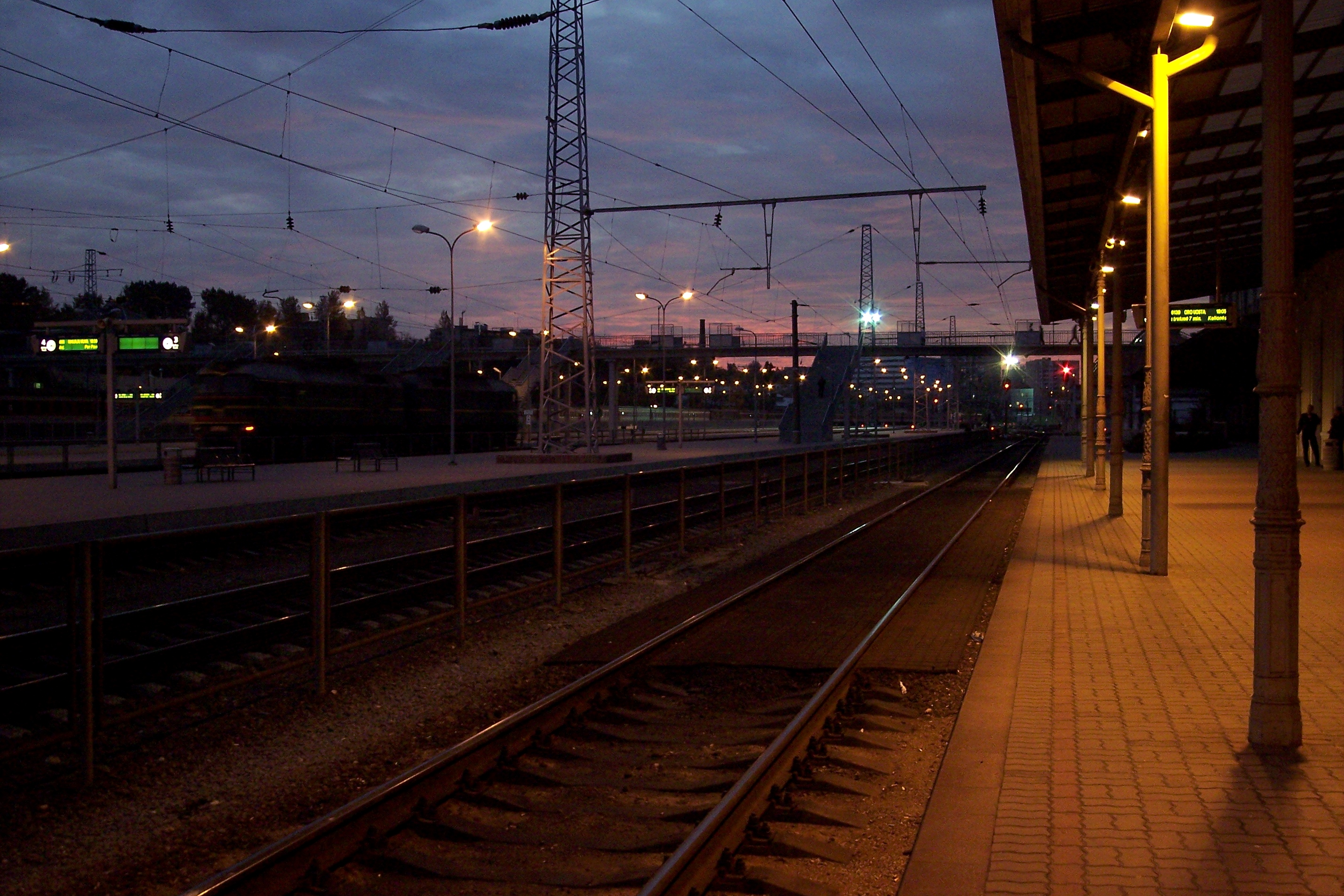
Вокзал в Вильнюсе

Протяжённость железных дорог составляет 1998 км, из них:
- 1807 км имеют колею 1520 мм, 122 км — электрифицированы
- 169 км имеют колею 750 мм
- 22 км имеют колею 1435 мм

Существует железнодорожное сообщение с Латвией, Белоруссией, Россией (Калининградская область) и Польшей, но при этом происходит переход размеров колеи от 1435 к 1520 мм

## Автодорожный транспорт

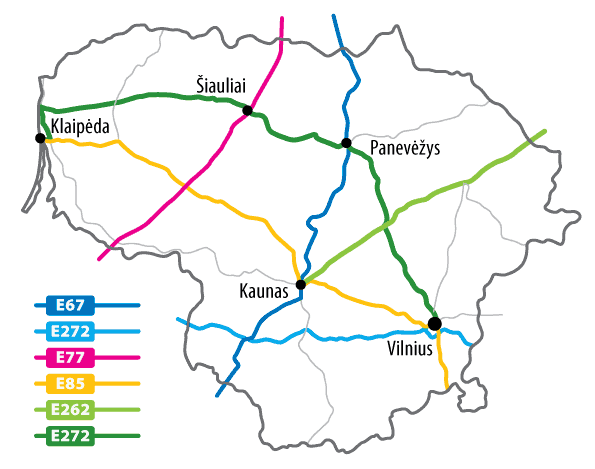
Карта крупнейших автодорог Литвы

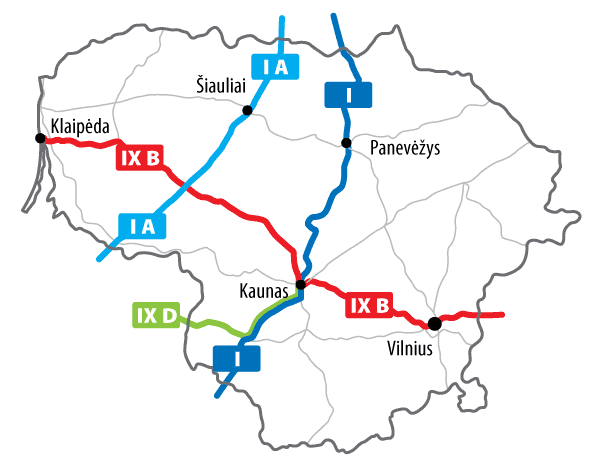
Европейские маршруты, проходящие по территории Литвы, и панъевропейские коридоры

В 2006 году протяжённость всех автодорог составляла 21320 км, из них 1748 км — автомагистрали (в том числе 309 км — автобаны), 4946 км — национальные автодороги, 14625 км — прочие дороги. Истории дорог и автомобилестроения Литвы посвящён Литовский дорожный музей. В 2019 году общая протяженность автострад в Литве составляет 365.83 км. Максимально допустимая скорость составляет 130 км/ч (летом) и 110 км/ч (зимой). Литва - единственное государство Балтии с автострадами. Литва в 2018 году заняла 37-е место в мире по качеству дорог в рейтинге Индекса глобальной конкурентоспособности, ежегодно составляемом экспертами Всемирного экономического форума. Самое высокое место в странах Балтии. К 2022 году планируется реконструкция оставшегося 40.23 км участка автомагистрали А5 (между Мариямполе и границы с Польшей) до стандартов автострады и соединение её с Польской автомагистралью S61.

## Участки автомагистралей стандарта автострад
- A1 – 195 км участок автомагистрали (между Каунасом и Клайпедой)
- A2 – 114 км участок автомагистрали (между Вильнюсом и Паневежисом)
- A5 – 56.83 км участок автомагистрали (между Мариямполе и Каунасом)

### Автомагистрали
Дороги класса A — автомагистрали Литвы, их протяжённость составляет 1748,84 км. Курсивом выделены автомагистрали, которые входят в состав магистрали Виа-Балтика.
- A1: Вильнюс—Каунас—Клайпеда (311,4 км)
- A2: Вильнюс—Укмерге—Паневежис (135,92 км)
- A3: Вильнюс—Медининкай (33,99 км)
- A4: Вильнюс—Варена—Друскининкай (134,46 км)
- A5: Каунас—Сувалки—Мариямполе—Калвария (97,06 км)
- A6: Каунас—Утена—Зарасай (185,4 км)
- A7: Мариямполе—Вилкавишкис—Кибартай (42,21 км)
- A8: Паневежис—Аристава—Ситкунай (87,87 км)
- A9: Паневежис—Шяуляй (78,94 км)
- A10: Паневежис—Пасвалис—Салочяй (66,1 км)
- A11: Шяуляй—Паланга (146,85 км)
- A12: Йонишкис—Шяуляй—Таураге—Панемуне (186,09 км)
- A13: Клайпеда—Паланга (45,15 км)
- A14: Вильнюс—Утена (95,6 км)
- A15: Вильнюс—Шалчининкай (49,28 км)
- A16: Вильнюс—Приенай—Мариямполе (137,51 км)
- A17: проезд у Паневежиса (22,28 км)
- A18: проезд у Шяуляя (17,08 км)
- A19: проезд у Вильнюса (7,9 км)

### Дороги межвоенных лет
- Самогитская автомагистраль: соединяла ранее Каунас и Клайпеду. В настоящее время полностью отремонтирована на участке Каунас—Арёгала. Альтернативный маршрут при основном A1, соединяет города Арёгала, Расейняй и Риетавас.
- Аукштайтская автомагистраль: соединяла ранее Кедайняй, Паневежис и Биржай. В настоящее время — часть 229-й и 125-й автодорог, а также магистрали Виа-Балтика.

## Водный транспорт

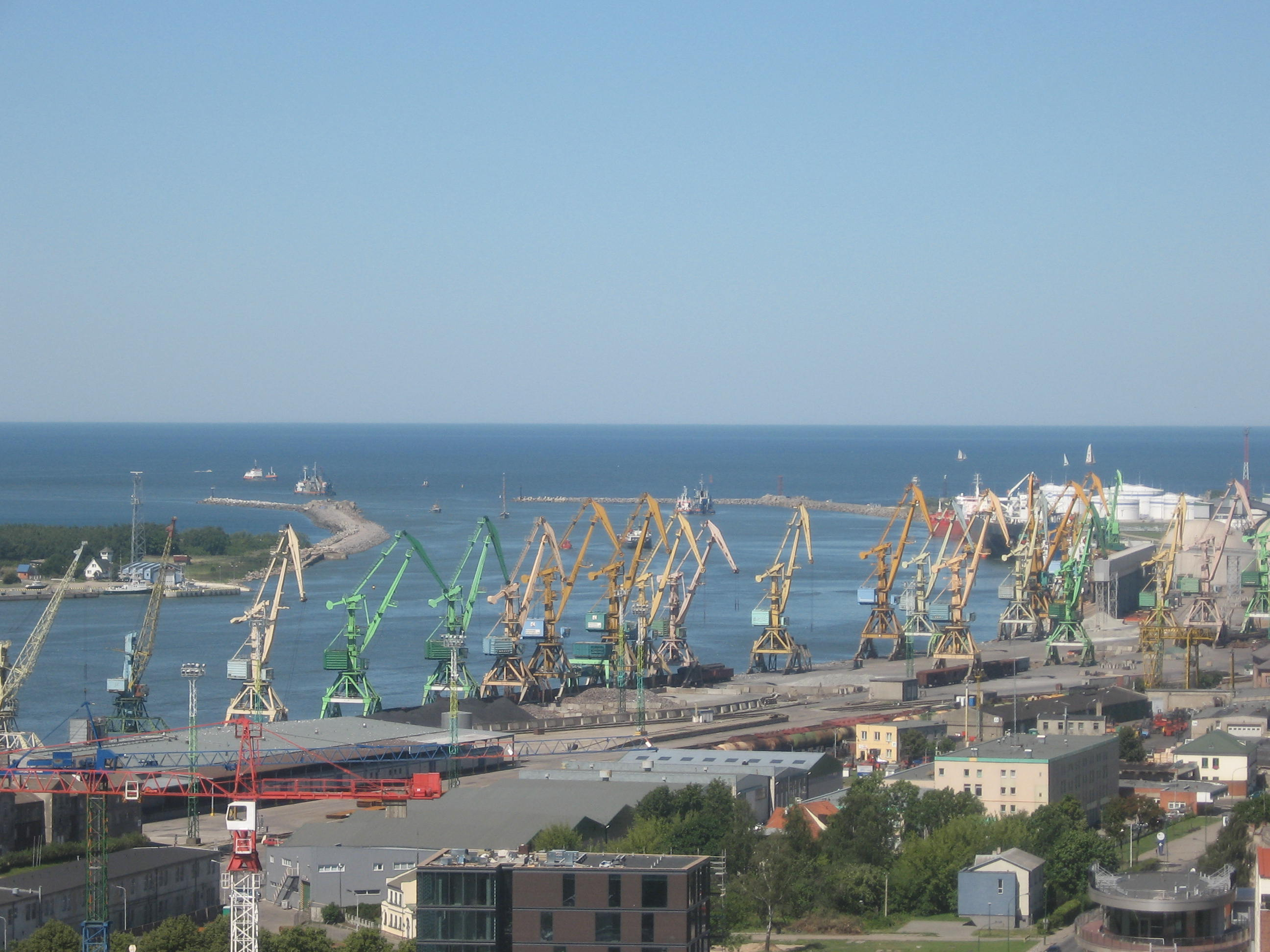
Порт Клайпеды

Протяжённость морских путей составляет 600 км, все они пригодны для плавания транспортных и грузовых кораблей. Крупнейшими морскими портами является Клайпеда, Бутинге и Швянтойи, речными — Каунас, Румшишкес, Нида и Юодкранте. Торговый флот насчитывает 47 кораблей водоизмещением более 1000 регистровых тонн каждый (итого 279743 регистровых тонн или 304156 метрических тонн).

## Трубовопровод
В 1992 году насчитывалось 105 км нефтепроводных труб и 760 км газопроводных труб.

## Аэропорты

Аэропорт Вильнюса

В стране есть четыре международных аэропорта: Вильнюсский международный аэропорт, аэропорт Каунаса, международный аэропорт Паланги и Шяуляйский международный аэропорт. Насчитывается 9 асфальтированных взлётных полос и 63 неасфальтированные.